# 4-氰基-4'-戊氧基联苯
4-氰基-4'-戊氧基联苯是一种有机化合物，化学式为C18H19NO。它可由4-氰基-4'-羟基联苯和1-溴戊烷在叔丁醇钾的存在下于乙腈中回流制得。它和吡唑在光电催化条件下反应，可以得到4'-戊氧基-3'-吡唑基联苯-4-甲腈。它和盐酸羟胺在碳酸氢钠存在下于甲醇中回流反应，可以得到N-羟基-4'-戊氧基联苯-4-甲脒。